# 北海道道1033号土佐東浜線

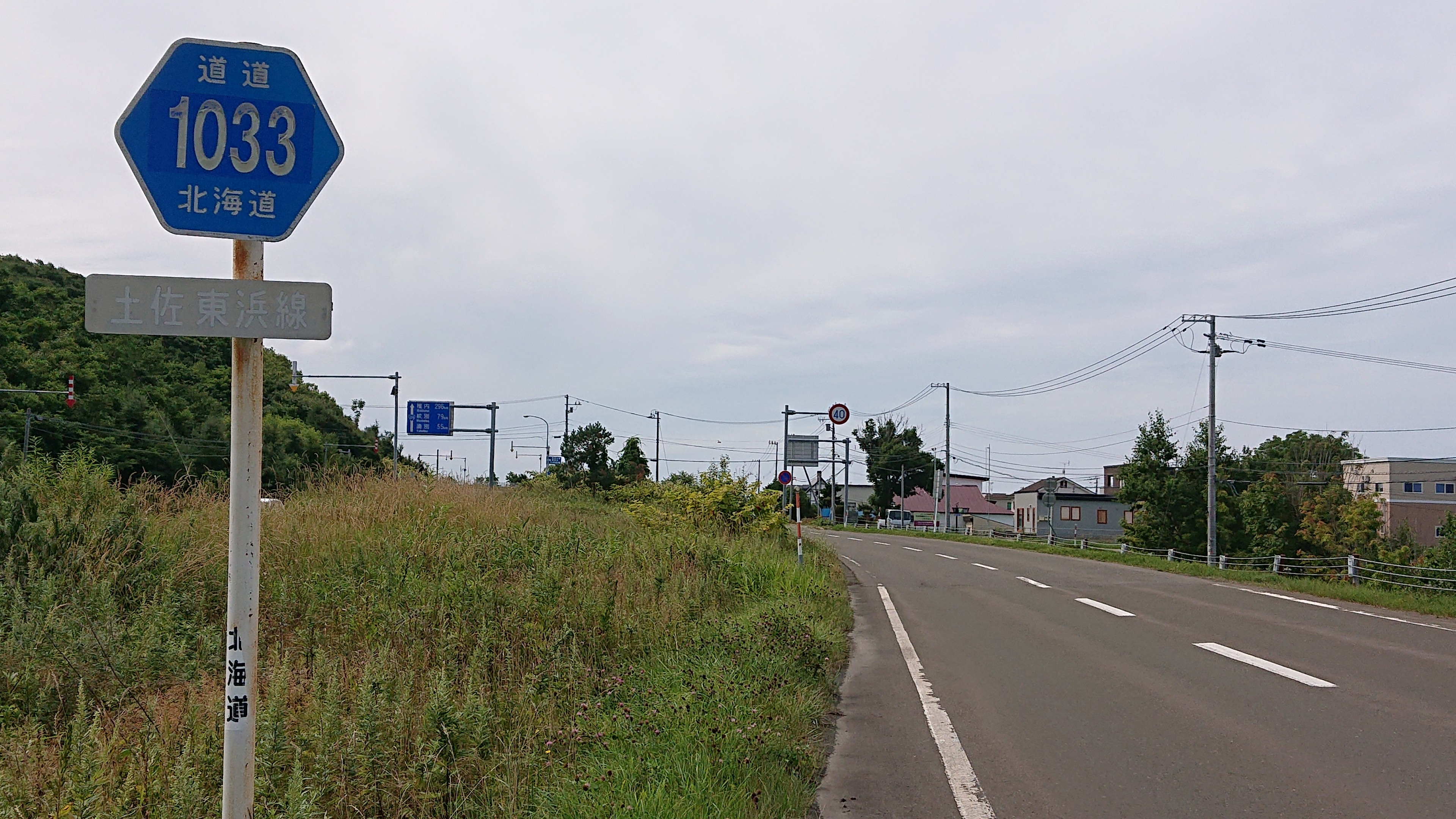
北海道道1033号土佐東浜線

北海道道1033号土佐東浜線（ほっかいどうどう1033ごう とさひがしはません）は、北海道北見市内を結ぶ一般道道（北海道道）である。

## 概要
- 全線が国道238号の旧道を構成する。

### 路線データ
- 起点：北海道北見市常呂町字土佐（国道238号・国道239号・国道242号交点）
- 終点：北海道北見市常呂町字東浜（国道238号・国道239号・国道242号交点）
- 路線延長：3.4 km（総延長）

## 歴史
- 1983年（昭和58年）3月31日 路線認定[1]。

## 路線状況

### 道路施設
主な橋梁
- 常呂橋（常呂川）＝北見市常呂町字常呂

## 地理

### 通過する自治体
- オホーツク総合振興局
  - 北見市

### 交差する道路
北見市
- 国道238号 - 常呂町字土佐（起点）
- 北海道道7号北見常呂線 - 常呂町字常呂
- 北海道道409号常呂港線 - 常呂町字常呂
- 国道238号 - 常呂町字東浜（終点）

### 沿線にある施設など
北見市
- 常呂町スポーツセンター - 常呂町字土佐2-1
- 北見市役所常呂総合支所 - 常呂町字土佐2
- 常呂町農業協同組合 - 常呂町常呂608-1
- 網走信用金庫常呂支店 - 常呂町字常呂325-16
- 北見信用金庫常呂支店 - 常呂町字常呂222